# Максимовская (Алексеевское сельское поселение, у села Красноборск)
Максимовская — деревня в Красноборском районе Архангельской области. Входит в состав Алексеевского сельского поселения.

## География
Находится в юго-восточной части Архангельской области на расстоянии приблизительно 1 км на запад-северо-запад по прямой от административного центра района села Красноборск на левобережье реки Северная Двина.

## История
В 1859 году здесь (деревня Сольвычегодского уезда Вологодской губернии) был учтен 1 двор.

## Население
Численность населения: 15 человек (1859 год), 35 (русские 100 %) в 2002 году, 31 в 2010.